# إيغلا
صاروخ إيغلا (بالروسية Игла́) هو صاروخ أرض جو روسي الصنع، بدأ باستعماله عام 1983، يحمل على الكتف ، موجه بالأشعة تحت الحمراء ويزن 17.9 كلغ ، يصل مدى هذه الصواريخ إلى 5000 م وتنطلق بسرعة تناهز 320 متراً بالثانية.
وتعتبر صواريخ “ايغلا” الروسية خطرا مميتا على مختلف أنواع الطائرات ، خصوصاً وأن أجهزة التشويش الراداري لا تستطيع إبطال عملها.